# 點紋鈍塘鱧
點紋鈍塘鱧（学名：Amblyeleotris guttata），又稱斑點鈍鯊，为輻鰭魚綱鰕虎鱼目鰕虎鱼亚目鰕虎魚科鈍塘鱧屬的其中一種。其种加词“guttata”意为“点状纹样的”。

## 分布
本魚分布於西太平洋區，包括日本南部、臺灣、菲律賓、印尼、澳洲、東加、帛琉、馬紹爾群島、萬那杜、薩摩亞群島等海域。

## 特徵
本魚體延長，眼大略突出，腹鰭癒合成吸盤。魚體具模糊的暗紅橫帶，越向尾部紅帶越不明顯，並佈滿橘色小點，體長可達11公分。

## 生態
本魚棲息在礁沙混合區或礁岩外圍的礫石地上，與槍蝦互利共生居住於沙地洞穴中，屬雜食性，以藻類及小型底棲動物為食。

## 經濟利用
可當作觀賞魚。